# Дамблен (Ду)
Дамблен (фр. Dambelin) насеље је и општина у источној Француској у региону Франш-Конте, у департману Ду која припада префектури Монбелијар.
По подацима из 2011. године у општини је живело 484 становника, а густина насељености је износила 38,94 становника/km². Општина се простире на површини од 12,43 km². Налази се на средњој надморској висини од 410 метара (максималној 815 m, а минималној 397 m).

## Демографија
| 1962. | 1968. | 1975. | 1982. | 1990. | 1999. | 2011. |
| ----- | ----- | ----- | ----- | ----- | ----- | ----- |
| 353   | 354   | 368   | 405   | 403   | 386   | 484   |

График промене броја становника у току последњих година